# Koakvizice
Koakvizice (coacquisita coniugum) byl institut manželského majetkového obyčejového práva, který existoval v Uhrách a poté až do roku 1964 i na Slovensku. 
Do koakvizice, jako společného majetku obou manželů, patřil pouze majetek, který nabyli během manželství. S ním jako s ideálním spoluvlastnictvím mohl hospodařit každý z nich, nebylo možné jej během trvání manželství zrušit, až při zániku manželství byl vypořádáván rovným dílem a byl oddělen od tzv. výlučného majetku, který naopak patřil vždy jen jednomu z nich. Do něho pak patřilo to, co každý z nich nabyl před uzavřením manželství a z později nabytého majetku to, co bylo nabyto dědictvím, darem, odkazem, přírůstkem na tomto majetku nebo jako náhrada škody způsobené na tomto majetku. Institut koakvizice nicméně neplatil pro manželství šlechty a tzv. honoraciorů (vyšších úředníků, vědců a umělců, tj. osob žijících z duševní práce).
Po vzniku Československa v roce 1918 zůstal platným i na území Slovenska, kde neplatil díky tzv. recepční normě, tedy na základě převzetí uherského práva, obecný zákoník občanský. Až roku 1950 došlo k unifikaci československého soukromého práva a tím postupně vymizela i koakvizice (definitivně zanikla až k 1. dubnu 1964). Zůstala nicméně inspirací pro zákonné společenství majetkové, stejně jako po roce 1964 pro bezpodílové spoluvlastnictví manželů, protože do obou těchto institutů manželského majetkového práva spadal v zásadě vždy jen ten majetek, který byl získán po uzavření manželství, a opět vyjma toho, co bylo získáno dědictvím nebo darem. Přesto však byl za návrat koakvizice do českého práva označen až zákon č. 509/1991 Sb., který do tehdejšího občanského zákoníku vložil nový § 143a, jehož druhým odstavcem bylo umožněno, aby si manželé vyhradili zčásti nebo zcela vznik svého společného jmění až ke dni zániku manželství. Po roce 2014 nový občanský zákoník tuto úpravu v rámci tzv. smluveného režimu společného jmění manželů zachoval.